# A Division 1955-1956 (Irlanda)
La stagione 1955-1956 è stata la trentacinquesima edizione della League of Ireland, massimo livello professionistico del calcio irlandese.

## Classifica finale
|  |     | Classifica finale 1955-1956 | Pt | G  | V  | N | P  | GF | GS | DR  |
|  | --- | --------------------------- | -- | -- | -- | - | -- | -- | -- | --- |
|  | 1.  | St Patrick's                | 34 | 22 | 16 | 2 | 4  | 61 | 34 | +27 |
|  | 2.  | Shamrock Rovers             | 31 | 22 | 15 | 1 | 6  | 54 | 30 | +24 |
|  | 3.  | Waterford                   | 30 | 22 | 14 | 2 | 6  | 66 | 39 | +27 |
|  | 4.  | Evergreen United            | 24 | 22 | 10 | 4 | 8  | 34 | 28 | +6  |
|  | 5.  | Sligo Rovers                | 24 | 22 | 11 | 2 | 9  | 47 | 50 | -3  |
|  | 6.  | Shelbourne                  | 20 | 22 | 8  | 4 | 10 | 45 | 42 | +3  |
|  | 7.  | Bohemians                   | 19 | 22 | 7  | 5 | 10 | 29 | 36 | -7  |
|  | 8.  | Drumcondra                  | 18 | 22 | 8  | 2 | 12 | 41 | 51 | -10 |
|  | 9.  | Cork Athletic               | 17 | 22 | 7  | 3 | 12 | 38 | 43 | -5  |
|  | 10. | Dundalk                     | 17 | 22 | 6  | 5 | 11 | 37 | 54 | -17 |
|  | 11. | Limerick                    | 17 | 22 | 6  | 5 | 11 | 35 | 54 | -19 |
|  | 12. | Transport                   | 13 | 22 | 5  | 3 | 14 | 33 | 59 | -26 |

### Verdetti
- Saint Patrick's Athletic campione d'Irlanda 1955-1956.

## Statistiche

### Squadre
- Maggior numero di vittorie:  St Patrick's (16)
- Minor numero di sconfitte:  St Patrick's (4)
- Migliore attacco:  Waterford (66 gol fatti)
- Miglior difesa:  Evergreen United (28 gol subiti)
- Miglior differenza reti:  St Patrick's e  Waterford (+27)
- Maggior numero di pareggi:  Bohemians,  Dundalk e  Limerick (5)
- Minor numero di pareggi:  Shamrock Rovers (1)
- Maggior numero di sconfitte:  Transport (14)
- Minor numero di vittorie:  Transport (5)
- Peggiore attacco:  Transport (33 gol fatti)
- Peggior difesa:  Transport (59 gol subiti)
- Peggior differenza reti:  Transport (-26)

### Capocannoniere
|  | Gol | Marcatore    | Squadra      |
|  | --- | ------------ | ------------ |
|  | 21  | Shay Gibbons | St Patrick's |